# Biophytum molle
Biophytum molle là một loài thực vật có hoa trong họ Chua me đất. Loài này được (Scott-Elliot) Guillaumin mô tả khoa học đầu tiên năm 1909.